# Врнячка-Баня (община)
Врнячка-Баня (серб. Врњачка Бања) — община в Сербии, входит в Рашский округ.
Население общины составляет 26 456 человек (2007 год), плотность населения составляет 111 чел./км². Занимаемая площадь — 239 км², из них 43,0 % используется в промышленных целях.
Административный центр общины — город Врнячка-Баня. Община Врнячка-Баня состоит из 14 населённых пунктов, средняя площадь населённого пункта — 17,1 км².

## Статистика населения общины
| Год  | Население, чел. |
| ---- | --------------- |
| 1991 | 25595           |
| 2001 | 26488           |
| 2002 | 26524           |
| 2003 | 26565           |
| 2004 | 26591           |
| 2005 | 26556           |
| 2006 | 26481           |
| 2007 | 26456           |